# Ctenichneumon hermaphroditus
Ctenichneumon hermaphroditus är en stekelart som först beskrevs av Taschenberg 1870.  Ctenichneumon hermaphroditus ingår i släktet Ctenichneumon och familjen brokparasitsteklar. Inga underarter finns listade i Catalogue of Life.